# R5 (musikgrupp)
R5 var en amerikansk musikgrupp från Los Angeles i Kalifornien. Bandet grundades 2009 och bestod av medlemmarna Ross Lynch, Riker Lynch, Rocky Lynch, Rydel Lynch och Ellington Ratliff. 
I mars 2010 släpptes deras första EP Ready Set Rock innehållande låtarna "Ready Set Rock", "Can't Get Enough of You", "Without You", "Never" och "Look At Us Now". I april 2012 signerades bandet av bolaget Hollywood Records. Bandet släppte sin andra EP Loud den 19 februari 2013 med låtarna "I Want You Bad", "Fallin' For You", "Loud" och "Here Comes Forever".
Den 24 september 2013 släpptes deras första album vid namn Louder. Albumet innehåller 11 låtar, bland annat "Pass Me By", "(I  Can't) Forget About You" och alla låtar från Loud. Den 5 februari 2014 startade de sin världsturné (Louder World Tour) i Warszawa, Polen och sen dess har de besökt Israel, Norge, Sverige, Danmark, Tyskland, Belgien, Nederländerna, Italien, Spanien, Frankrike och England. De spelade i Klubben, Fryshuset i Stockholm när de besökte Sverige den 11 februari 2014.

## Bakgrund

### 2009–2011 Början ochReady Set Rock
R5 var från början de fem syskonen Lynch (bröderna Riker, Rocky, Ross och Ryland och systern Rydel). De är födda och uppväxta i Littleton i Colorado. Syskonen lärde sig tidigt att dansa och som riktigt små brukade de uppträda för sin familj i källaren. De tog alltid minst en dollar i inträde. År 2008 bestämde den äldsta brodern Riker, som då var 16, att han ville flytta till Los Angeles för att satsa på sin skådespelarkarriär. Föräldrarna Stormie och Mark Lynch bestämde då att hela familjen skulle flytta till L.A. så att de kunde fortsätta bo tillsammans. Kort efter flytten började den näst äldste brodern Rocky spela gitarr och inte långt efter det lärde han även Riker och Ross att spela. Möjlighet efter möjlighet kom och syskonen spelade in flera reklamfilmer. De fyra bröderna Riker, Rocky, Ross och Ryland var medlemmar i gruppen the Rage Boyz Crew i TV-programmet So You Think You Can Dance 2009. I oktober 2009 träffade syskonen Ellington Ratliff i en dansstudio i Kalifornien. Ratliff anslöt sig till bandet som trummis och Rydel började spela piano/keyboard (hon hade tidigare tagit lektioner) och så var bandet R5 skapat. 
Den 9 mars 2010 släppte de själva sin första EP Ready Set Rock med låtarna "Ready Set Rock", "Can't Get Enough of You", "Without You", "Never" och "Look At Us Now". Låtarna är skrivna av Riker, Rocky, Rydel, bandcoachen E-Vega och sångläraren/låtskrivaren Mauli B. 
EP:n producerades av E-Vega. Under dessa år spelade de i princip var som helst de fick i södra Kalifornien, bland annat på the Orange County Fair, the San Diego County Fair, the San Diego IndieFest, the Knitting Factory och Six Flags Magic Mountain.

### 2012–2014LoudochLouder

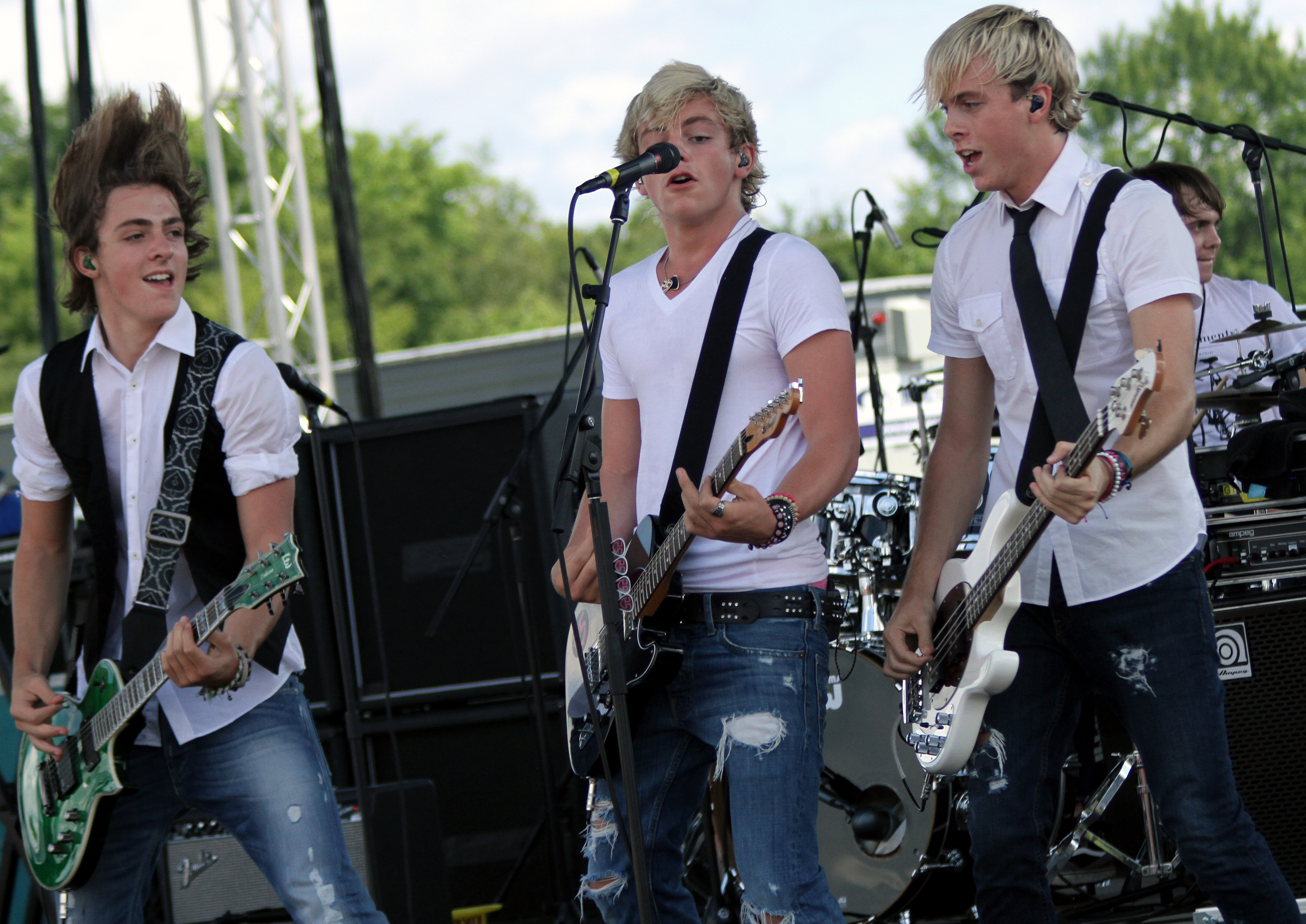
Rocky, Ross och Riker på R5 West Coast Tour, 2012.

I april meddelade bandet att de blivit signerade av skivbolaget Hollywood Records och att de planerade sin första miniturné i maj. I mitten av 2009 startade de Youtubeserien R5 TV för att "visa sina fans vad de gör om dagarna". Serien startades på Rikers Youtubekanal. De bytte till kanalen OfficialR5 i februari 2012. Detta har visat sig vara mycket framgångsrik marknadsföring för bandet med över 4 miljoner visningar hittills. Under mitten till slutet av 2012 spelade R5 in sin EP Loud, som släpptes den 19 februari 2013. De arbetade med producenterna Emanuel "Eman" Kiriakou och Evan "Kidd" Bogart. En av de fyra låtarna på EP:n, "Here Comes Forever" skrevs av Riker, Rocky och Ross. Riker har beskrivit debutsingeln "Loud" som "En stor högljudd fest."
Den 16 augusti 2013 hade den ledande singeln "Pass Me By" från debutalbumet premiär på Radio Disney. Låten släpptes digitalt den 20 augusti 2013. Albumet som heter Louder släpptes den 24 september 2013. 

### 2014–2016Heart Made Up On You och Sometime Last Night
Deras tredje EP, Heart Made Up On You, släpptes den 22 juli 2014. Denna innehöll låtarna "Heart Made Up On You ", "Things Are Looking Up", "Easy Love" och "Stay With Me". Dessa låtar skulle egentligen ha varit med på deras nya album men då de tyckte att dessa låtar var mer lika deras gamla album bestämde sig bandet för att helt starta om med att nytt album, men då de ville släppa något för att fansen inte skulle behöva vänta valde de att släppa en EP först. Låtarna på EP:n skulle egentligen ha varit med på originalalbumet. Deras andra album, Sometime Last Night, släpptes den 10 juli 2015, här kände bandet att låtarna reflekterade mer vart de ville gå med musiken. Under arbetet med detta album var bandet mer involverade i processen då de skrev flertalet av låtarna själv hemma i sin garagestudio.
I april 2015 släppte bandet sin första konsertfilm R5: All Day, All Night. Dokumentärfilmen innehåller bakgrundsinformation om deras musik, klipp från konserter, exklusiva intervjuer med varje bandmedlem. Efter deras amerikaturné under sommaren 2015 släppte bandet sin andra konsertfilm R5 live: Sometime Last Night At The Greek Theatre, i denna film får man 80 min av livemusik och klipp från bakom scenen. Till detta album turnerade de runt om i världen, allt från Europa, Nord- och Sydamerika till Australien och Asien.
I juni 2016 blev det officiellt att bandet skulle vara huvudakt på festivalen Youth Musik Zone i Kingston, Jamaica. De uppträdde även på Summer Sonic Festivalen i Tokyo, Japan i augusti 2016.

### 2017–2018:New Addictions
Efter en lång paus från bandet meddelade Riker den 16 mars 2017 att bandet håller på att skriva ny musik, den 5 april blev det sedan officiellt att de skulle släppa en ny EP, New Addictions. Denna EP består av singel "If" och de egenskrivna låtarna "Lay Your Head Down" och "Trading Time", den innehåller även en cover på INXS "Need You Tonight". Låtarna på EP:n har skrivits och producerats av bandet själv med Rocky som producent och Ross, Rocky och Ellington som huvudsakliga låtskrivare. New Addictions släpptes den 12 maj 2017 och inte långt därefter släppte bandet singeln "Hurts Good", denna låten är inkluderad i den europeiska versionen av EP:n då den släpptes i börjande av Europadelen av New Addictions-turnén. Under denna turné hade bandet två konserter i Sverige, en på klubben, Fryshuset i Stockholm och en på Kulturbolaget i Malmö. På konserten i Stockholm var den svenska artisten Lukas Nord förakt, en artist som bandet hade haft som förakt under deras spelningar i Storbritannien och Irland.
Bandet annonserade sin upplösning 2018. Ross och Rocky vill bilda et nytt projekt, "The Driver Era".

## Medlemmar
- Ross Shor Lynch (född 29 december 1995) – gitarr, sång
- Riker Anthony Lynch (född 8 november 1991) – basgitarr, sång
- Rydel Mary Lynch (född 9 augusti 1993) – keyboard, sång
- Rocky Mark Lynch (född 1 november 1994) – gitarr, sång
- Ellington Lee Ratliff (född 14 april 1993) – trummor, sång

## Diskografi

### Album
- 2013 - Louder
- 2015 – Sometime Last Night

### EP
- 2010 – Ready Set Rock
- 2013 – Loud EP
- 2014 – Heart Made Up On You EP
- 2017 – New Addictions EP

### Singlar
- 2011 – "Say You'll Stay"
- 2013 – "Loud"
- 2013 – "Pass Me By"
- 2014 – "(I Can't) Forget About You"
- 2014 – "Heart Made Up On You"
- 2014 – "Smile"
- 2015 – "Let's Not Be Alone Tonight"
- 2015 – "All Night"
- 2017 – "If"
- 2017 – "Hurts Good"

## Ready Set Rock EP låtlista
| Nr           | Titel                   | Längd |
| ------------ | ----------------------- | ----- |
| 1.           | Ready Set rock          | 2:44  |
| 2.           | Can't Get Enough of You | 3:15  |
| 3.           | Without You             | 2:33  |
| 4.           | Never                   | 3:03  |
| 5.           | Look At Us Now          | 3:54  |
| Total längd: | Total längd:            | 15:29 |

## Loud EP låtlista
| Nr | Titel              | Längd |
| -- | ------------------ | ----- |
| 1. | Loud               | 3:26  |
| 2. | I Want U Bad       | 3:13  |
| 3. | Fallin' for You    | 3:36  |
| 4. | Here Comes Forever | 3:15  |

## Louder låtlista
| Nr  | Titel                         | Längd |
| --- | ----------------------------- | ----- |
| 1.  | Pass Me By                    | 3:21  |
| 2.  | (I Can't) Forget About You    | 3:31  |
| 3.  | Ain't No Way We're Goin' Home | 3:06  |
| 4.  | I Want U Bad                  | 3:13  |
| 5.  | If I Can't Be with You        | 2:55  |
| 6.  | Love Me Like That             | 3:21  |
| 7.  | One Last Dance                | 3:21  |
| 8.  | Loud                          | 3:26  |
| 9.  | Fallin' for You               | 3:36  |
| 10. | Cali Girls                    | 3:28  |
| 11. | Here Comes Forever            | 3:15  |

| 12. | Loud (Acoustic)               | 3:26 |
| 13. | Fallin' for You (Acoustic)    | 3:23 |
| 14. | I Want U Bad (Acoustic)       | 3:18 |
| 15. | Here Comes Forever (Acoustic) | 3:14 |

## Priser och nomineringar
| År   | Pris                      | Kategori                     | Nominering | Resultat  |
| ---- | ------------------------- | ---------------------------- | ---------- | --------- |
| 2013 | Radio Disney Music Awards | Bästa Musik Grupp            | Sig själva | nominerad |
| 2013 | Radio Disney Music Awards | Bästa Akustiska Framträdande | "Loud"     | nominerad |
| 2013 | Teen Icon Awards          | Iconic Band/Grupp            | Sig själva | nominerad |

## Turnéer
Bandet inledde en mini Tour Club sponsrad av  Buena Vista Radio, med namnet R5 West Coast Tour under sommaren 2012. Den 1 juni 2012 meddelades det att bandet skulle spela på Big Ticket Sommarkonsert med låten "Say You'll Stay" i Kanada. Evenemanget sändes på Family Channel, The Big Ticket Sommarkonsert presenterade också Tyler Medeiros, Bridgit Mendler, Veronica och Allstar Weekend. Bandet uppträdde också på Big Ticket Sommarkonsert på nytt under 2013.
- 2012: R5 West Coast Tour
- 2012: R5 East Coast Tour
- 2013: Loud Tour
- 2013: Dancing Out My Pants Tour
- 2014: Louder Tour Turnéns arenor valdes av R5:s fans som kunde rösta med hjälp av en karta som fanns på r5rockstheworld.com var bandet skulle spela. R5 har haft konserter i: Polen, Israel, USA, Storbritannien, Tyskland, Australien, Japan, Frankrike, Sverige, Danmark, Norge, Kanada...Osv..
- 2015 – 2016: Sometime Last Night Tour
- 2017 – 2018: New Addictions Tour, Förband  –  Ryland Lynch (hela turnén), Lukas Nord (Storbritannien och Irland) och Jorge Blanco (Europa)